# Thunderbirds (filme)
Thunderbirds é um filme franco-britânico de 2004 dos gêneros Ficção Científica e Aventura, dirigido por Jonathan Frakes. Escrito por William Osborne e Michael McCullers que se basearam na série homônima de TV dos anos de 1960. A série tinha o elenco formado por marionetes, ao contrário do filme, realizado com atores reais.

## Elenco principal
- Bill Paxton .... Jeff Tracy
- Brady Corbet .... Alan Tracy
- Ben Kingsley .... The Hood
- Anthony Edwards .... Brains
- Vanessa Hudgens .... Tintin
- Sophia Myles .... Lady Penelope

## Sinopse
No ano de 2020, Alan Tracy está em uma escola distante de seu lar, pai e irmãos, o que o deixa insatisfeito. Eles vivem em uma ilha no Pacífico, cercado por algumas pessoas de confiança. Seu pai é o rico ex-astronauta viúvo Jeff Tracy, que, após a morte da esposa em um acidente, resolveu montar a equipe do Resgate Internacional, auxiliado pelo grande inventor Brains que construiu uma série de máquinas futurísticas e de alta tecnologia apelidadas de "Thunderbirds" e pilotadas pelo próprio Jeff e seus outros filhos.
Ao retornar da escola para as férias, Alan, juntamente com seu amigo Fermat (filho de Brains), conduzido pela amiga da família e espiã britânica Lady Penélope, a bordo de seu super-carro dirigido pelo chofer e ex-ladrão de jóias Parker, revê a família e seu lar, uma ilha paradisíaca que serve também de base camuflada dos Thunderbirds.
Alan discute com seu pai, pois quer entrar para a equipe juntamente com ele e seus irmãos, mas sua impetuosidade o faz com que ele não seja considerado ainda pronto para as arriscadas missões. Nesse momento o vilão The Hood chega a bordo de seu submarino e dá início ao seu plano para destruir a família Tracy.